# Mil Mi-34
Le Mil Mi-34 (code OTAN Hermit) est un hélicoptère léger conçu par l'usine d'hélicoptères Mil de Moscou. Il est disponible en configuration deux ou quatre places pour un usage civil et la formation. Il a effectué son premier vol en 1986 et introduit au Salon de l'aéronautique de Paris en 1987. Le Mi-34 de production est entré en service en 1993, et est capable d'effectuer des acrobaties aériennes telles que des rouleaux et des boucles.

## Conception
Au milieu des années 1960, les ingénieurs de Mil commencent à travailler sur le remplacement des hélicoptères de type Mi-1 et Mi-2, largement dépassés par ses concurrents américains. Leurs travaux sur de nouveaux modèles utilisent de nombreuses innovations techniques et conduisent à la création de nouveaux modèles d'essai dont le Mi-34. Le premier prototype expérimental effectue son premier vol en novembre 1986, l'année suivante, un deuxième prototype est exposé à l'exposition aéronautique du Bourget. Au cours de leurs travaux, les capacités des prototypes ont considérablement été développées pour répondre aux critères des clients, et notamment des organismes officiels russes tels que les forces de police, les douanes et la sécurité civile.

## Variantes
- Mi-34S - police de Moscou
- Mi-34L - moteur Textron Lycoming TIO-540J de 350 ch
- Mi-34p - version de patrouille de la police de Moscou
- Mi-34A - version de luxe
- Mi-34m1 et Mi-34m2 - Projet bi-turbine, versions six passagers
- Mi-34UT - version de formation avec un double contrôle
- Mi-34V ou Mi-34VAZ ou Mi-234 - version alimentée par deux moteurs VAZ-4265 à pistons rotatifs
- Mi-44 - projet d'aménagement avec TV-O-100